# American Hockey League 1994-1995
La stagione 1994-1995 è stata la 59ª edizione della American Hockey League, la più importante lega minore nordamericana di hockey su ghiaccio. Per la prima volta dalla stagione 1959-1960 tornò ad essere organizzato un All-Star Game, l'AHL All-Star Classic. La stagione vide al via sedici formazioni e al termine dei playoff gli Albany River Rats conquistarono la loro prima Calder Cup sconfiggendo i Fredericton Canadiens 4-0.

## Modifiche
- I Moncton Hawks cessarono le proprie attività.
- Gli Hamilton Canucks si trasferirono a Syracuse nello stato di New York, prendendo il nome di Syracuse Crunch.
- Gli Springfield Indians si trasferirono a Worcester, nel Massachusetts, cambiando il nome in Worcester IceCats.
- Mentre a Springfield venne creata una nuova franchigia nella North Division, gli Springfield Falcons.

## Stagione regolare

### Classifiche
Atlantic Division
|  | Pos. | Squadra                | Pt | G  | V  | S  | N  | GF  | GS  | DR  |
|  | ---- | ---------------------- | -- | -- | -- | -- | -- | --- | --- | --- |
|  | 1.   | PEI Senators           | 90 | 80 | 41 | 31 | 8  | 305 | 271 | +34 |
|  | 2.   | St. John's Maple Leafs | 76 | 80 | 33 | 37 | 10 | 263 | 263 | 0   |
|  | 3.   | Fredericton Canadiens  | 75 | 80 | 35 | 40 | 5  | 274 | 288 | -14 |
|  | 4.   | Saint John Flames      | 67 | 80 | 27 | 40 | 13 | 250 | 286 | -36 |
|  | 5.   | Cape Breton Oilers     | 63 | 80 | 27 | 44 | 9  | 298 | 342 | -44 |

North Division
|  | Pos. | Squadra             | Pt  | G  | V  | S  | N  | GF  | GS  | DR   |
|  | ---- | ------------------- | --- | -- | -- | -- | -- | --- | --- | ---- |
|  | 1.   | Albany River Rats   | 109 | 80 | 46 | 17 | 17 | 293 | 219 | +74  |
|  | 2.   | Portland Pirates    | 104 | 80 | 46 | 22 | 12 | 333 | 233 | +100 |
|  | 3.   | Providence Bruins   | 89  | 80 | 39 | 30 | 11 | 300 | 268 | +32  |
|  | 4.   | Adirondack R. Wings | 74  | 80 | 32 | 38 | 10 | 271 | 294 | -23  |
|  | 5.   | Springfield Falcons | 74  | 80 | 31 | 37 | 12 | 269 | 289 | -20  |
|  | 6.   | Worcester IceCats   | 59  | 80 | 24 | 45 | 11 | 234 | 300 | -66  |

South Division
|  | Pos. | Squadra             | Pt | G  | V  | S  | N  | GF  | GS  | DR  |
|  | ---- | ------------------- | -- | -- | -- | -- | -- | --- | --- | --- |
|  | 1.   | Binghamton Rangers  | 93 | 80 | 43 | 30 | 7  | 302 | 261 | +8  |
|  | 2.   | Cornwall Aces       | 85 | 80 | 38 | 33 | 9  | 236 | 248 | -12 |
|  | 3.   | Hershey Bears       | 78 | 80 | 34 | 36 | 10 | 275 | 300 | -25 |
|  | 4.   | Rochester Americans | 77 | 80 | 35 | 38 | 7  | 300 | 304 | -4  |
|  | 5.   | Syracuse Crunch     | 67 | 80 | 29 | 42 | 9  | 288 | 325 | -37 |

Legenda:

      Ammesse ai Playoff
Note:

Due punti a vittoria, un punto a pareggio, zero a sconfitta.

### Statistiche
Classifica marcatori
| Giocatore        | Squadra             | PG | Gol | Assist | Punti |
| ---------------- | ------------------- | -- | --- | ------ | ----- |
| Peter White      | Cape Breton Oilers  | 65 | 36  | 69     | 105   |
| Steve Larouche   | PEI Senators        | 70 | 53  | 48     | 101   |
| Andrew McKim     | Adirondack R. Wings | 77 | 39  | 55     | 94    |
| Ralph Intranuovo | Cape Breton Oilers  | 70 | 46  | 47     | 93    |
| Brett Harkins    | Providence Bruins   | 80 | 23  | 69     | 92    |
| Todd Simon       | Rochester Americans | 69 | 25  | 65     | 90    |
| Michel Picard    | PEI Senators        | 57 | 32  | 57     | 89    |
| Mitch Lamoureux  | Hershey Bears       | 76 | 39  | 46     | 85    |
| Shawn McCosh     | Binghamton Rangers  | 67 | 23  | 60     | 83    |
| Jeff Nelson      | Portland Pirates    | 64 | 33  | 50     | 83    |
|                  |                     |    |     |        |       |

Classifica portieri
| Giocatore           | Squadra                | PG | MGS  |  |
| ------------------- | ---------------------- | -- | ---- |  |
| Corey Schwab        | Albany River Rats      | 45 | 2.59 |  |
| Garth Snow          | Cornwall Aces          | 62 | 2.73 |  |
| Jim Carey           | Portland Pirates       | 55 | 2.76 |  |
| Mike Dunham         | Albany River Rats      | 35 | 2.80 |  |
| Scott Bailey        | Providence Bruins      | 52 | 3.00 |  |
| Marcel Cousineau    | St. John's Maple Leafs | 58 | 3.07 |  |
| Jean-François Labbé | PEI Senators           | 32 | 3.10 |  |
| Corey Hirsch        | Binghamton Rangers     | 57 | 3.11 |  |
| Patrick Labrecque   | Fredericton Canadiens  | 35 | 3.26 |  |
| Les Kuntar          | Hershey Bears          | 56 | 3.27 |  |
|                     |                        |    |      |  |

### All-Star Classic
Per la prima volta dalla stagione 1959-1960 tornò ad essere organizzato un All-Star Game, l'AHL All-Star Classic. L'8ª edizione si svolse presso il Providence Civic Center di Providence, casa dei Providence Bruins; il Team Canada sconfisse il Team USA 6-4.

## Playoff
|  | Semifinali Division | Semifinali Division    | Semifinali Division |                       |    | Finali Division       | Finali Division | Finali Division |  |  | Semifinali | Semifinali | Semifinali |  |  | Calder Cup | Calder Cup | Calder Cup |  |
|  |                     |                        |                     |                       |    |                       |                 |                 |  |  |            |            |            |  |  |            |            |            |  |
|  | A1                  | PEI Senators           | 4                   |                       |    |                       |                 |                 |  |  |            |            |            |  |  |            |            |            |  |
|  | A1                  | PEI Senators           | 4                   |                       |    |                       |                 |                 |  |  |            |            |            |  |  |            |            |            |  |
|  | A4                  | Saint John Flames      | 1                   |                       |    |                       |                 |                 |  |  |            |            |            |  |  |            |            |            |  |
|  | A4                  | Saint John Flames      | 1                   |                       | A1 | PEI Senators          | 2               |                 |  |  |            |            |            |  |  |            |            |            |  |
|  |                     |                        |                     |                       | A1 | PEI Senators          | 2               |                 |  |  |            |            |            |  |  |            |            |            |  |
|  |                     |                        | A3                  | Fredericton Canadiens | 4  |                       |                 |                 |  |  |            |            |            |  |  |            |            |            |  |
|  | A2                  | St. John's Maple Leafs | A3                  | Fredericton Canadiens | 4  | 1                     |                 |                 |  |  |            |            |            |  |  |            |            |            |  |
|  | A2                  | St. John's Maple Leafs |                     |                       |    |                       |                 |                 |  |  |            |            |            |  |  |            |            |            |  |
|  | A3                  | Fredericton Canadiens  | 4                   |                       |    |                       |                 |                 |  |  |            |            |            |  |  |            |            |            |  |
|  | A3                  | Fredericton Canadiens  | 4                   |                       | A3 | Fredericton Canadiens | 2               |                 |  |  |            |            |            |  |  |            |            |            |  |
|  |                     |                        |                     |                       |    |                       |                 |                 |  |  |            |            |            |  |  |            |            |            |  |
|  |                     |                        | S2                  | Cornwall Aces         | 0  |                       |                 |                 |  |  |            |            |            |  |  |            |            |            |  |
|  | S1                  | Binghamton Rangers     | S2                  | Cornwall Aces         | 0  | 4                     |                 |                 |  |  |            |            |            |  |  |            |            |            |  |
|  | S1                  | Binghamton Rangers     |                     |                       |    |                       |                 |                 |  |  |            |            |            |  |  |            |            |            |  |
|  | S4                  | Rochester Americans    | 1                   |                       |    |                       |                 |                 |  |  |            |            |            |  |  |            |            |            |  |
|  | S4                  | Rochester Americans    | 1                   |                       | S1 | Binghamton Rangers    | 2               |                 |  |  |            |            |            |  |  |            |            |            |  |
|  |                     |                        |                     |                       | S1 | Binghamton Rangers    | 2               |                 |  |  |            |            |            |  |  |            |            |            |  |
|  |                     |                        | S2                  | Cornwall Aces         | 4  |                       |                 |                 |  |  |            |            |            |  |  |            |            |            |  |
|  | S2                  | Cornwall Aces          | S2                  | Cornwall Aces         | 4  | 4                     |                 |                 |  |  |            |            |            |  |  |            |            |            |  |
|  | S2                  | Cornwall Aces          |                     |                       |    |                       |                 |                 |  |  |            |            |            |  |  |            |            |            |  |
|  | S3                  | Hershey Bears          | 2                   |                       |    |                       |                 |                 |  |  |            |            |            |  |  |            |            |            |  |
|  | S3                  | Hershey Bears          | 2                   |                       | A3 | Fredericton Canadiens | 0               |                 |  |  |            |            |            |  |  |            |            |            |  |
|  |                     |                        |                     |                       |    |                       |                 |                 |  |  |            |            |            |  |  |            |            |            |  |
|  |                     |                        | N2                  | Albany River Rats     | 4  |                       |                 |                 |  |  |            |            |            |  |  |            |            |            |  |
|  |                     |                        | N2                  | Albany River Rats     | 4  |                       |                 |                 |  |  |            |            |            |  |  |            |            |            |  |
|  |                     |                        |                     |                       |    |                       |                 |                 |  |  |            |            |            |  |  |            |            |            |  |
|  |                     |                        |                     |                       |    |                       |                 |                 |  |  |            |            |            |  |  |            |            |            |  |
|  |                     |                        |                     |                       |    |                       |                 |                 |  |  |            |            |            |  |  |            |            |            |  |
|  |                     |                        |                     |                       |    |                       |                 |                 |  |  |            |            |            |  |  |            |            |            |  |
|  |                     |                        |                     |                       |    |                       |                 |                 |  |  |            |            |            |  |  |            |            |            |  |
|  |                     |                        |                     |                       |    |                       |                 |                 |  |  |            |            |            |  |  |            |            |            |  |
|  |                     |                        |                     |                       |    |                       |                 |                 |  |  |            |            |            |  |  |            |            |            |  |
|  |                     |                        |                     |                       |    |                       |                 |                 |  |  |            |            |            |  |  |            |            |            |  |
|  |                     |                        | Bye                 |                       |    |                       |                 |                 |  |  |            |            |            |  |  |            |            |            |  |
|  |                     |                        |                     |                       |    |                       |                 |                 |  |  |            |            |            |  |  |            |            |            |  |
|  |                     |                        | N1                  | Albany River Rats     |    |                       |                 |                 |  |  |            |            |            |  |  |            |            |            |  |
|  | N1                  | Albany River Rats      | N1                  | Albany River Rats     | 4  |                       |                 |                 |  |  |            |            |            |  |  |            |            |            |  |
|  | N1                  | Albany River Rats      |                     |                       |    |                       |                 |                 |  |  |            |            |            |  |  |            |            |            |  |
|  | N4                  | Adirondack Red Wings   | 0                   |                       |    |                       |                 |                 |  |  |            |            |            |  |  |            |            |            |  |
|  | N4                  | Adirondack Red Wings   | 0                   |                       | N1 | Albany River Rats     | 4               |                 |  |  |            |            |            |  |  |            |            |            |  |
|  |                     |                        |                     |                       | N1 | Albany River Rats     | 4               |                 |  |  |            |            |            |  |  |            |            |            |  |
|  |                     |                        | N3                  | Providence Bruins     | 2  |                       |                 |                 |  |  |            |            |            |  |  |            |            |            |  |
|  | N2                  | Portland Pirates       | N3                  | Providence Bruins     | 2  | 3                     |                 |                 |  |  |            |            |            |  |  |            |            |            |  |
|  | N2                  | Portland Pirates       |                     |                       |    |                       |                 |                 |  |  |            |            |            |  |  |            |            |            |  |
|  | N3                  | Providence Bruins      | 4                   |                       |    |                       |                 |                 |  |  |            |            |            |  |  |            |            |            |  |

- La migliore semifinalista ottiene un bye per l'accesso diretto alla finale di Calder Cup.

## Premi AHL
- Calder Cup: Albany River Rats
- F. G. "Teddy" Oke Trophy: Albany River Rats
- John D. Chick Trophy: Binghanton Rangers
- Richard F. Canning Trophy: Albany River Rats
- Robert W. Clarke Trophy: Cornwall Aces
- Aldege "Baz" Bastien Memorial Award: Jim Carey (Portland Pirates)
- Dudley "Red" Garrett Memorial Award: Jim Carey (Portland Pirates)
- Eddie Shore Award: Jeff Serowik (Providence Bruins)
- Fred T. Hunt Memorial Award: Steve Larouche (Prince Edward Island Senators)
- Harry "Hap" Holmes Memorial Award: Corey Schwab e Mike Dunham (Albany River Rats)
- Jack A. Butterfield Trophy: Corey Schwab e Mike Dunham (Albany River Rats)
- John B. Sollenberger Trophy: Peter White (Cape Breton Oilers)
- Les Cunningham Award: Steve Larouche (Prince Edward Island Senators)
- Louis A. R. Pieri Memorial Award: Robbie Ftorek (Albany River Rats)

### Vincitori
| Albany River Rats | Portieri: Corey Schwab, Mike Dunham Difensori: Brad Bombardir, Kevin Dean, Bryan Helmer, Cale Hulse, Geordie Kinnear, Jaroslav Modrý, Ricard Persson, Jason Smith Attaccanti: Bill Armstrong, Steve Brûlé, Rob Conn, Bobby House, Denis Pederson, Scott Pellerin, Curtis Regnier, Pascal Rhéaume, Matt Ruchty, Vadim Šarif'janov, Reid Simpson, Steve Sullivan, Mike Vukonich Allenatore: Robbie Ftorek |

### AHL All-Star Team
First All-Star Team
- Attaccanti: Michel Picard • Steve Larouche • Dwayne Norris
- Difensori: Jeff Serowik • Kevin Dean
- Portiere: Jim Carey

Second All-Star Team
- Attaccanti: Andrew Brunette • Peter White • Ralph Intranuovo
- Difensori: Darren Rumble • Mike Hurlbut
- Portiere: Corey Schwab